# Веома велики телескоп
Веома велики телескоп (енгл. Very Large Telescope), или скраћено VLT, је телескоп европске јужне опсерваторије који се налази у пустињи Атакама у Чилеу. VLT се састоји од четири примарна телескопа, чије је примарно огледало пречника 8,2 m, који се углавном користе засебно али се могу користити интерферометријски при посматрању да би се постигла веома висока угаона резолуција. Ова четири телескопа су добила називе Анту, Куејен, Малипал и Јепун, а све су то називи за астрономске објекте на арауканском језику. Телескопи заједно формирају мрежу која је употпуњена коришћењем четири помоћна телескопа пречника 1,8 m.
VLT ради на видљивим и инфрацрвеним таласним дужинама. Сваки појединачни телескоп може да открије објекте око четири милијарде пута слабије него што се може открити голим оком, а када се сви телескопи комбинују, објекат може да постигне угаону резолуцију од око 0,002 лучне секунде. У режиму рада једног телескопа угаона резолуција је око 0,05 лучне секунде.
VLT је најпродуктивнији земаљски објекат за астрономију, са само Хабл свемирским телескопом који генерише више научних радова међу објектима који раде на видљивим таласним дужинама. Међу пионирским запажањима која су обављена помоћу VLT-а су прва директна слика егзопланете, праћење појединачних звезда које се крећу око супермасивне црне рупе у центру Млечног пута и запажања накнадног сјаја најудаљенијег познатог праска гама зрака.

## Опште информације
се састоји од аранжмана четири велика (пречника 8,2 метра) телескопа (који се називају јединични телескопима или УТ) са оптичким елементима који се могу комбиновати у астрономски интерферометар (VLTI), који се користи за решавање малих објеката. Интерферометар такође укључује сет од четири покретна телескопа пречника 1,8 метара намењена интерферометријским посматрањима. Први од УТ-ова почео је са радом у мају 1998. године и понуђен је астрономској заједници 1. априла 1999. Остали телескопи су почели да раде 1999. и 2000. године, пружајући вишетелескопску могућност ВЛТ-а. Четири помоћна телескопа од 1,8 метара (AT) додата су VLT-у како би били доступни када се УТ-ови користе за друге пројекте. Ови AT-ови су инсталирани и постали оперативни између 2004. и 2007. године.
VLT-ови телескопи од 8,2 метра првобитно су дизајнирани да раде у три режима:
- као сет од четири независна телескопа (ово је примарни начин рада).
- као један велики кохерентни интерферометријски инструмент (VLT интерферометар или VLTI), за додатну резолуцију. Овај режим се користи за посматрање релативно светлих извора са малим углом.
- као један велики некохерентни инструмент, за додатни капацитет прикупљања светлости. Инструментација потребна за добијање комбинованог некохерентног фокуса није била првобитно направљена. Године 2009. изнети су нови предлози за инструментацију који би потенцијално учинила доступним тај режим посматрања.[6] Више телескопа је понекад независно усмерено на исти објекат, било да би се повећала укупна моћ прикупљања светлости или да би се обезбедила симултана посматрања са комплементарним инструментима.

## Научни резултати
Резултати VLT-а довели су до објављивања у просеку више од једног научног рада са рецензијом дневно. На пример, 2017. године објављено је преко 600 научних радова са рецензијом на основу VLT података ВЛТ. Научна открића телескопа укључују директно снимање Бета Пикторис б, прве екстрасоларне планете која је тако снимљена, праћење појединачних звезда које се крећу око супермасивне црне рупе у центру Млечног пута, и посматрање накнадног сјаја најудаљеније познате експлозија гама зрака.
VLT је 2018. године помогао да се изврши први успешан тест Ајнштајнове опште релативности на кретању звезде која пролази кроз екстремно гравитационо поље у близини супермасивне црне рупе, односно гравитационог црвеног помака. Заправо, посматрање је спровођено више од 26 година помоћу SINFONI и NACO адаптивних оптичких инструмената у VLT-у, док је нови приступ у 2018. такође користио инструмент за комбиновање зрака GRAVITY. Тим Галактичког центра на Институту Макс Планк за ванземаљску физику (MPE) користио је посматрање које је по први пут открило ефекте.
Друга открића са потписом VLT-а укључују откривање молекула угљен-моноксида у галаксији која се налази скоро 11 милијарди светлосних година од нас по први пут, што је подвиг који је остао недостижан 25 година. Ово је омогућило астрономима да добију најпрецизније мерење космичке температуре у тако удаљеној епохи. Још једна важна студија била је студија насилних бакљи из супермасивне црне рупе у центру Млечног пута. VLT и APEX су се удружили да открију материјал који се растеже док кружи у интензивној гравитацији близу централне црне рупе.
Користећи VLT, астрономи су такође проценили старост изузетно старих звезда у јату NGC 6397. На основу модела еволуције звезда, утврђено је да су две звезде старе 13,4 ± 0,8 милијарди година, односно да су из најраније ере формирања звезда у свемиру. Такође је анализирана атмосферу око егзопланете супер-Земље по први пут користећи VLT. Планета, позната као , проучавана је док је пролазила испред своје матичне звезде, а део светлости звезде пролазио је кроз атмосферу планете.
Све у свему, од 10 најбољих открића урађених у ЕСО-овим опсерваторијама, седам је користило VLT.

## Технички детаљи

### Телескопи
Сваки јединични телескоп је Ричи-Кретјан Касегрејнов телескоп са 22 тоне са 8,2 метрским Зеродур примарним огледалом са жижном даљином од 14,4 м и лаким берилијумским секундарним огледалом од 1,1 метар. Равно терцијарно огледало преусмерава светлост на један од два инструмента на f/15 Насмитовим жариштима са обе стране, са системском жижном даљином од 120 m, или се терцијарно нагиње у страну како би омогућио пролаз светлости кроз централни отвор примарног огледала до трећег инструмента у фокусу Касегрејна. Ово омогућава пребацивање између било ког од три инструмента у року од 5 минута, у складу са условима посматрања. Додатна огледала могу слати светлост кроз тунеле до централних VLTI спојева снопа. Максимално видно поље (у Насмитовим жариштима) је пречника око 27 лучних минута, нешто мање од пуног месеца, иако већина инструмената посматра уже поље.
Сваки телескоп има алт-азимутски носач укупне масе око 350 тона и користи активну оптику са 150 носача на задњој страни примарног огледала за контролу облика танког (177 mm дебљине) огледала помоћу рачунара.